# Suore missionarie di Santa Teresa del Bambin Gesù (Medellín)
Le Suore Missionarie di Santa Teresa del Bambin Gesù (in spagnolo Hermanas Misioneras de Santa Teresita del Niño Jesús) sono un istituto religioso femminile di diritto pontificio: le suore di questa congregazione pospongono al loro nome la sigla M.S.T.

## Storia
La congregazione fu fondata l'11 aprile 1929 a Santa Rosa de Osos, in Colombia, dal vescovo del luogo, Miguel Ángel Builes.
L'istituto ottenne il pontificio decreto di lode il 9 maggio 1953 e l'approvazione definitiva della Santa Sede il 29 luglio 1964.

## Attività e diffusione
Le suore si dedicano all'istruzione e all'educazione cristiana della gioventù e al lavoro in opere sociali: sono attive prevalentemente in terra di missione.
Sono presenti nelle Americhe (Brasile, Bolivia, Cile, Colombia, Ecuador, Guatemala, Messico, Panama, Perù, Venezuela), in Africa (Benin, Costa d'Avorio, Egitto, Kenya) e in Italia; la sede generalizia è a Medellín.
Alla fine del 2008 la congregazione contava 501 religiose in 79 case.